# Tom Railsback
Tom Railsback, właśc. Thomas Fisher Railsback (ur. 22 stycznia 1932 w Moline, zm. 20 stycznia 2020 w Mesa) – amerykański polityk, członek Partii Republikańskiej.

## Życiorys
W latach 1962–1966 zasiadał w stanowej Izbie Reprezentantów Illinois. W okresie od 3 stycznia 1967 do 3 stycznia 1983 przez osiem kadencji był przedstawicielem dziewiętnastego okręgu wyborczego w stanie Illinois w Izbie Reprezentantów Stanów Zjednoczonych.